# Letiště Soběslav
Letiště Soběslav (kód ICAO: LKSO) je veřejné vnitrostátní letiště nacházející se na jihozápadním okraji města Soběslav. Poloha letiště je vymezena ohybem řeky Lužnice na západní a severní straně, Dírenským potokem na jihu a silnicí E55 na východě.

## Aeroklub Soběslav
Letiště vlastní a provozuje Aeroklub Soběslav z.s. Aeroklub je taktéž hlavním subjektem provozujícím letovou činnost na letišti. Dále zde několik soukromých provozovatelů provozuje své ultralehké letouny. Letiště je využíváno převážně plachtaři a piloty ultralehkých letounů. Provoz na letišti probíhá převážně o víkendech a za pěkného počasí. V blízkosti letiště se nachází plovárna a sportovní areál.